# Бахін Володимир Петрович
Володи́мир Петро́вич Ба́хін  1932 — доктор юридичних наук, професор.
Народився у 1932 році в м. Ленінграді. У 1955 році закінчив юридичний факультет Ростовського-на-Дону університету. Працював оперативним уповноваженим, слідчим, експертом, з 1959 по 1961 роки — викладачем Новочеркаського республіканського навчального пункту, після закінчення ад'юнктури Московської вищої школи МОГП СРСР у 1964 році — викладачем Орловського відділення Московської вищої школи. В 1965—1974 роки був начальником кафедри криміналістики Омської вищої школи міліції МВС СРСР, заступником начальника школи по науковій роботі, у 1979—1985 роках — начальником кафедри криміналістики Київської вищої школи МВС СРСР, а з 1985 по 1996 роки — доцентом кафедри криміналістики Київського держуніверситету імені Т. Шевченка. З 1999 року й досі — професор кафедри кримінального права, процесу та криміналістики Національного університету державної податкової служби України.
Досліджував питання загальної теорії криміналістики та слідчої практики. У 1965 році захистив кандидатську дисертацію «Розслідування викрадань автомототранспортних засобів», а у 1991 році — докторську дисертацію «Слідча практика: проблеми вивчення і вдосконалення».
Бахін В. П. є автором понад 250 наукових праць. Під його керівництвом підготовлено 4 доктора та 20 кандидатів наук.

## Список деяких праць
- Бахін В. П. Актуальні проблеми способу вчинення злочинів за умов істотної зміни характеру злочинної діяльності./ В. П. Бахін, С. М. Зав"ялов// Науковий вісник НАВСУ.- К., 2000.- Вип.2.- С.178-182.
- Криміналістика: Базова програма для слухачів та курсантів/ НАВСУ; Укл. В. П. Бахін, А. В. Іщенко, В. С. Кузьмічов, О. О. Садченко, А. В. Старшуневич.- К.: НВТ «Правник»-НАВСУ, 1998.- 51с.- Б.ц.
- Бахін В. П.т. В. В. К. (Бахін, В. П. та Весельский В. К.) Тактика допиту: Навч. посібник.- Київ: НВТ «Правник», 1997.- 64с.- (Сер. «Навчально-практичне видання»)
- Бахін В. П. (Бахін, Володимир Петрович) Алгоритми вирішення слідчих ситуацій: (за матеріалами слідчої практики): Навч. посібник; "Дидактичні матеріали до розділу «Методика розслідування окремих видів злочинів»/ МВС України; УАВС; В. П. Бахін, П. Д. Біленчук, М. А. Зубань.- Київ, 1995.- 95с.
- Бахін В. П.т. В. В. К. М. Т. С. (Бахін, Володимир Петрович та Весельский В. К. Маліков Т. С.) Поліцейський допит у США. (Поради допитуючому): Навч. посібник.- Київ: НВТ «Правник», 1997.- 32с.
- Бахін В. П.т. Г. В. Г. (Бахін, Володимир Петрович та Гончаренко Владлен Гнатович) Як розкриваються злочини. (Криміналістика у питаннях та відповідях)/ Київ. ун-т ім. Т. Г. Шевченка. Юрид. фак-т.- Київ, 1996.- 198с.
- Бахін В. П.т.і. (Бахін, Володимир Петрович та ін.) Потреби слідчої практики: Навч. посібник/ МВС України; УАВС; В. П. Бахін, О. О. Садченко, В. С. Кузьмичов.- Київ, 1993.- 55с.
- Бахін В. П.і. М. М. А. (Бахін, В. П. і Михайлов М. А.) Кримінальний вибух: поняття, характеристика, аналіз, розслідування./ Я. Ю. Кондратьєв, ред.- Київ, 2001.- 132с.
- Карпов Н. С.т. Є. С. В. (Карпов, Никифор Семенович та Євдокименко С. В.) Злочинна діяльність: Наукове видання/ МВС України. НАВСУ; Під ред. Бахіна В. П.- Київ, 2001.- 59с.
- Огляд місця події при розслідуванні окремих видів злочинів: Науково-практичний посібник/ Соавт.: В. П. Бахін, В. К. Весельський, Н. І. Клименко, І. І. Котюк, В. К. Лисиченко, Є. Д. Лукьянчиков, В. С. Мацишин, М. В. Перебитюк, В. Л. Перебитюк, В. Л. Підпалий, А. В. Старушкевич, В. В. Ціркаль; За ред. П. В. Коляди.- К.: ЮрІнком Інтер, 2005.- 215с.
- Бахін В. П.т. В. О. О. (Бахін, В. П.та Волобуєва О. О.) Взаємодія слідчого з фахівцями під час огляду місця події (збірник інформації про особу, що скоїла злочин): Наук.-практ. рек.- Донецьк, 2005.- 71с.
- Карпов Н. С., Бахін В. П., Євдокименко С. В. Допит як спосіб протидії злочинній діяльності // Вісн. Запоріз. юрид. ін-ту. — Запоріжжя 2000 — № 4 — С. 291—299.
- Карпов Н. С., Бахін В. П., Кузьмічов В. С., Євдокименко С. В. Принципи злочинної діяльності // Вісн. Львів, ін-ту внутр. справ. — Л., 2000. — № 2. — С. 126—132.
- Карпов Н. С., Бахін В. П., Москвін Ю. В. Про поняття злочинної діяльності // Науковий вісник Дніпропетровського юридичного інституту МВС України. — Дніпропетровськ, 2000. — № 2. — С. 226—234.
- Карпов Н. С., Бахін В. П. Теоретичні основи та використання передового досвіду ОВС у протидії злочинній діяльності. НАВСУ, — К., 2003. — 119 с.: табл.
- Карпов Н. С., Бахін В. П., Алєксєєнко О. О. Співвідношення педагогіки та криміналістики в оптимізації підготовки юридичних кадрів // Вісник Львівського інституту внутрішніх справ. — Львів, 2003. — Вип. 1. — С. 234—240.
- Карпов Н. С., Бахін В. П. Сучасна злочинність і. удосконалення засобів боротьби з нею // Боротьба з організованою злочинністю і корупцією (теорія і практика). — К., 2004. — № 9. — С. 119—129.
- Карпов Н. С., Бахін В. П. Сучасна злочинність і удосконалення засобів боротьби з нею // Боротьба з організованою злочинністю і корупцією (теорія і практика). — К., 2004. — № 10. — С. 119—127.
- Карпов Н. С., Бахін В. П., Зеленковський С. П. Законність і доцільність — взаємодія чи взаємовиключення? // Бюл. Мін-ва юстиції України. — 2004 — № 7 (33). — С. 62-73.
- Карпов Н. С., Бахін В. П., Зеленковський С. П. Розширювати методи розкриття злочинів, або обмежувати можливості розслідування? // Прокуратура, людина, держава. — К., 2005. — № 3(45). — С. 68-72.
- Карпов Н. С., Бахін В. П. Актуальне наукове дослідження проблем функціонального призначення оперативно-розшукової діяльності в кримінальному процесі. — С. 314—317.
- Карпов Н. С., Бахін В. П., Александренко О. В. Узагальнення і навчання правоохоронців на типових помилках при розслідуванні злочинів сексуальних маньяків.
- Карпов Н., Бахін В., Янчук О. Криміналістика (розвиток трасологічної та балістичної експертиз // Міжнародна поліцейська енциклопедія. — К., Атіка, 2009. Том 5. Кримінально-процесуальна та криміналістична діяльність поліцейських організацій. — С. 336—339.
- Карпов Н., Бахін В. Рецензія на «Коментар до чинного кримінально-процесуального Кодексу Республіки Казахстан». — С. 305—308. // Право України. Юридичний журнал. Київ, Ін Юре. № 3. 2010. — 312 с.
- Карпов Н. С., Бахін В. П., Гора І. В., Цимбал П. В. Злочинна діяльність як об'єкт криміналістичного вивчення. Криміналістика. Курс лекцій. Частина — 1. — Ірпінь. — 2002. — 355 с.